# Iranacris
Iranacris is een geslacht van rechtvleugeligen uit de familie Pamphagidae. De wetenschappelijke naam van dit geslacht is voor het eerst geldig gepubliceerd in 1951 door Mishchenko.

## Soorten
Het geslacht Iranacris  is monotypisch en omvat slechts de volgende soort:
- Iranacris dentatus (Mishchenko, 1951)